# Ganggrab Gildeshøje

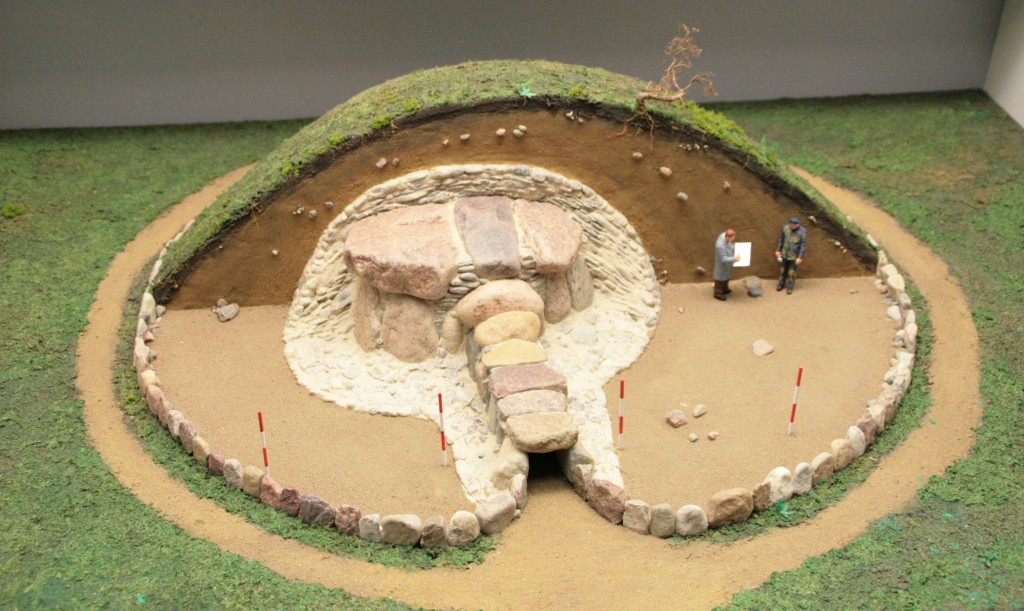
Ganggrabmodell

Das Ganggrab Gildeshøje (dänisch Jættestue Sejrsgaard Gildeshøjene, auch Gildeshøj oder Seiersgaard genannt) liegt westlich von Sejersgård, bei Poulsker auf der dänischen Insel Bornholm in einem von zwei benachbarten großen Hügeln. Das Ganggrab (dänisch Jættestue) ist von der gleichen Art wie das von Tornegård, mit dem Unterschied, dass die Decksteine hier nicht sichtbar, sondern von einer etwa 0,3 m dicken Erdschicht bedeckt waren. Die Anlage entstand zwischen 3500 und 2800 v. Chr. als Megalithanlage der Trichterbecherkultur (TBK). Das Ganggrab ist eine Bauform jungsteinzeitlicher Megalithanlagen, die aus einer Kammer und einem baulich abgesetzten, lateralen Gang besteht. Diese Form ist primär in Dänemark, Deutschland und Skandinavien, sowie vereinzelt in Frankreich und den Niederlanden zu finden.
Der Hügel hat etwa 40,0 m Durchmesser und war 3,6 m hoch. Mittig liegen die Reste des in den 1830er Jahren vom damaligen Besitzer ausgegrabenen Ganggrabes von nur etwa 2,6 m Länge, 1,5 m Breite und einer nicht belegten Höhe zwischen 0,6 und 0,9 m. Es bestand aus zwei Endsteinen und zwei Tragsteinen auf jeder Langseite. Die Anlage ist Süd-Nord orientiert und der Zugang lag im Osten. Der Ausgräber hat folgende Angaben über den Inhalt gemacht:
Am nördlichen Giebelstein lag das Skelett eines erwachsenen Mannes mit dem Kopf in Richtung Osten. Im südlichen Teil des Ganggrabes lag eine große Menge Knochen, darunter viele von Kindern. Des Weiteren wurde eine große Menge Bernsteinperlen und Feuersteingeräte, insbesondere Messer und sauber gearbeitete Dolche gefunden. Vor dem Zugang und in der Umgebung des Hügels lag eine große Menge Abschläge. Insbesondere an der Ostseite des Hügels lagen Ascheschüttungen um einen flachen Stein. An der Westseite wurde Bronze gefunden.